# あをにまる
あをにまるは、日本のネット作家・フリーゲーム制作者である。

## 概要
高校生の時に英語が嫌いだったため、英単語を調べるふりをして電子辞書の中の日本文学作品集を読み漁っていた。学生時代に演劇部の裏方としてコメディの脚本などを担当していたことから、自身の文章で他人を笑わせることが好きだと気がついた。社会人になった後も趣味でゲーム制作とシナリオ執筆に励み、高校生の時に読んでいた教科書文学をテーマとした小説をインターネット上で執筆し始めた。

### フリーゲーム製作者
関西の奈良県にまつわるネタが散りばめられたフリーゲーム『ファイ奈良ファンタジー』を製作した。『ファイ奈良ファンタジー』はネット上でも話題となり、もぐらゲームスでも特集記事が組まれた。2022年にはフリーゲーム『確定申告を頑張るRPG』の制作を開始したことでネット上で話題となった。同時期に乙女ゲーム『なら☆こい』の制作をしていることもネットニュースで報じられている。

### ネット作家
一時期は国語の教科書に掲載されている文学作品の舞台を現代の奈良に置き換えたコメディ短編集「今昔奈良物語集」を投稿していたが、「はてなインターネット文学賞」の募集を機に、「ファンキー竹取物語」の執筆を始めたと話している。株式会社はてなの20周年を記念してカクヨム上で開催された「はてなインターネット文学賞」では作品「ファンキー竹取物語」が大賞を受賞した。

### 卑屈な奈良県民bot
あをにまるは、京都をライバル視する発言が多いツイッターアカウント「卑屈な奈良県民bot」の中の人2号としても活動している。「JIMOTOフラペチーノ」が話題になった時には、「卑屈な奈良県民bot」としてインタビューに答えている。

## 作品一覧

### ネット小説
- 「魔王様は便意を我慢しているようです」[9]
- 「今昔奈良物語集」[10]
- 「ファンキー竹取物語」[11]

### ゲーム作品
- 『ファイ奈良ファンタジー』[12]
- 『標準語を取り戻すRPG』[13]

### 書籍
- 『今昔奈良物語集』(2022年12月 角川書店)

#### アンソロジー
「」内があをにまるの作品。
- 『城崎にて 四篇』（2024年5月 書肆imasu）「城崎にて」